# George Szell
George Szell, född 7 juni 1897 i Budapest, död 30 juli 1970 i Cleveland, var en ungersk dirigent. 

## Biografi
Szell började sina bana som pianistunderbarn och var senare dirigent i Tyskland och Prag. Han fick sin utbildning under Max Reger.
Szell bosatte sig 1939 i USA och var 1946–70 dirigent för Cleveland Orchestra.